# Манфорд (Алабама)
Манфорд (енгл. Munford) град је у америчкој савезној држави Алабама. По попису становништва из 2010. у њему је живело 1.292 становника.

## Демографија
Према попису становништва из 2010. у граду је живело 1.292 становника, што је 1.154 (47,2%) становника мање него 2000. године.
| Група             | 2000.         | 2010.         |
| Белци             | 1.728 (70,6%) | 1.054 (81,6%) |
| Афроамериканци    | 669 (27,4%)   | 202 (15,6%)   |
| Азијати           | 0 (0,0%)      | 0 (0,0%)      |
| Хиспаноамериканци | 4 (0,2%)      | 13 (1,0%)     |
| Укупно            | 2.446         | 1.292         |